# Hladovka
Hladovka (szlovákul Hladovka, lengyelül Głodówka) község Szlovákiában, a Zsolnai kerület Turdossini járásában.

## Fekvése
Árva régióban, Árvanádasdtól 10 km-re keletre, a lengyel-szlovák határ mellett fekszik.

## Nevének eredete
Neve a szlovák hlad (= éhség) főnévből ered és egy sokat szenvedett falura utal. Más források szerint viszont a falu nevét első soltészáról, Hlad Kristófról kapta. A 20. század elején nevét Ladókára magyarosították, de ez nem fogant meg.

## Története
1598-ban „Jeleszna” néven említi először oklevél. A falu a vlach jog alapján létesült a 16. század végén és Árva várának tartozéka volt. 1598-ban még csak két ház állt a faluban, melyet akkor a magyaros „Illésna” néven is neveznek a források. 1608-ban birtokosa, Thurzó György vámszedő hellyé nyilvánította a községet. 1619-ben a soltészén kívül még 5 pásztorház és malom is állt a faluban. A lakosság száma ezután folyamatosan nőtt. 1626-ban már 17 család élt itt, mintegy 90 lakossal. 1659-re pedig már 423 lakosa volt, melyből 271 katolikus és 152 evangélikus. A fejlődésnek a kuruc háborúk vetettek véget. A 17. század végére a lakosság teljesen elszegényedett és sokan elmenekültek a faluból, mely csaknem teljesen elpusztult. 1690-ben újra benépesítették. 1715-ben 25 család élt itt, amely mintegy 130 lakost jelent. 1787-ben 313 lakosa volt.
A 18. század végén Vályi András így ír róla: „HLADONKA. Tót falu Árva Várm. lakosai katolikusok, fekszik Tersztenához 2 óránnyira, Vitanovától 1/2 órányira, határja soványas; mert zabnál egyebet nem terem.”
1828-ban 128 ház állt a községben 732 lakossal. 1836-tól a Sperlagh család lett a község földesura.
Fényes Elek 1851-ben kiadott geográfiai szótárában így ír a faluról: „Hladovka, tót falu, Árva vmegyében: 725 kath., 7 zsidó lak., kath. paroch. templom. 29 sessio. Vizimalom. Nagy gyolcs- és vászonkereskedés. F. u. az árvai uradalom. Ut. p. Rosenberg.”
1864-től a litvai uradalomhoz tartozott. 1870-ben 137 házában 613 lakos élt. A trianoni diktátumig Árva vármegye Trsztenai járásához tartozott.
1920 és 1924 között Lengyelország része volt.

## Népessége
| Év:            | 1994. | 2004.   | 2014.   | 2024.   |
| -------------- | ----- | ------- | ------- | ------- |
| Emberek száma: | 883   | 955     | 1036    | 1098    |
| Eltérés:       |       | +8,15 % | +8,48 % | +5,98 % |

| Év:            | 2023. | 2024.   |
| -------------- | ----- | ------- |
| Emberek száma: | 1072  | 1098    |
| Eltérés:       |       | +2,42 % |

1910-ben 535, túlnyomórészt lengyel lakosa volt.
2011-ben 994 lakosából 965 fő szlovák.

## Nevezetességei

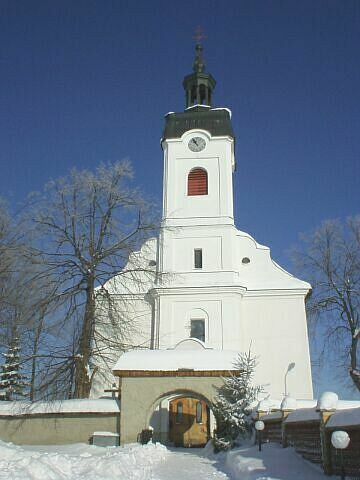
A Mária Mennybemenetele templom

- Nagyboldogasszony tiszteletére szentelt római katolikus plébániatemploma 1800 és 1808 között épült. Freskóit Jozef Hanula festette 1941-ben.
- A korábbi, 1808-ban szétszedett és eladott fatemplom helyén ma egy Szent Flórián szobor áll.

## Külső hivatkozások
- Hladovka község hivatalos honlapja (szlovákul)
- Községinfó
- Hladovka Szlovákia térképén
- E-obce.sk